# Ortskern (Neuleiningen)
Der Ortskern von Neuleiningen ist als Denkmalzone ausgewiesen. Es existieren mehrere gut erhaltene Fachwerkhäuser aus dem 16. und 17. Jahrhundert, teilweise mit Erker; sie prägen dort die engen Gassen, insbesondere die parallel verlaufenden Bebauungen der Ober-, Mittel- und Untergasse. Er beinhaltet mehrere Einzelobjekte, die unter Denkmalschutz stehen.
Die Pfarrkirche St. Nikolaus wurde im 13. Jahrhundert als Burgkapelle zeitgleich mit der Burg erbaut. Sie wird auch Wallfahrtskirche der Gnadenmutter zu Neuleiningen genannt. Das Gnadenbild zum Fest Mariä Geburt am 8. September ist eine gotische Marienstatue mit Kind in einer Mandorla. Im 15. Jahrhundert wurde der Chor erweitert und der Turm angefügt. Der einschiffige Innenraum ist nach mehreren Restaurierungen stark verändert. Neben einer barocken Statue des heiligen Nikolaus mit segnender Hand beherbergt die Kirche noch mehrere spätgotische Holzskulpturen.

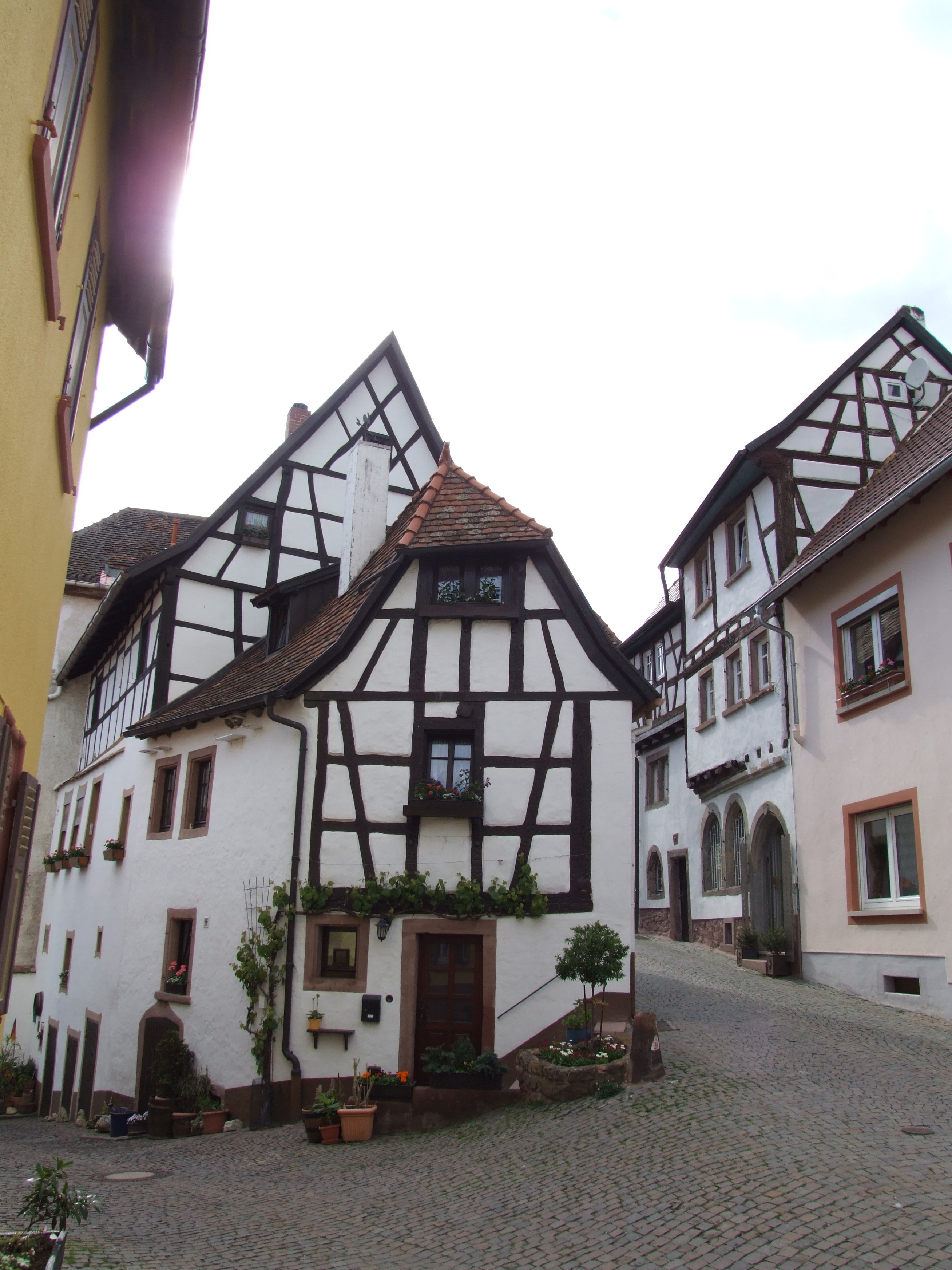
Fachwerkhäuser in Neuleiningen
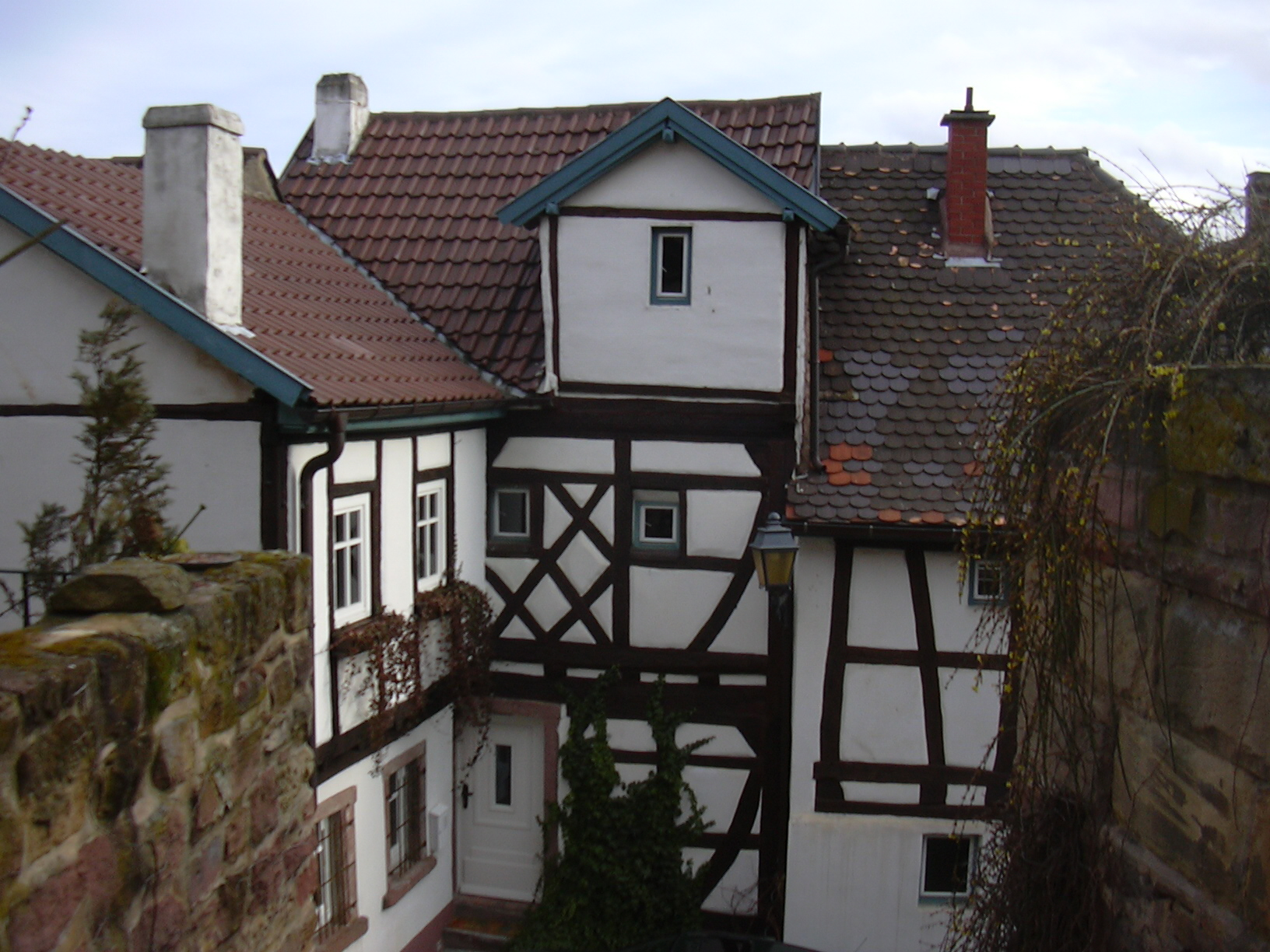
Fachwerkhaus Ecke Obergasse/Mittelgasse
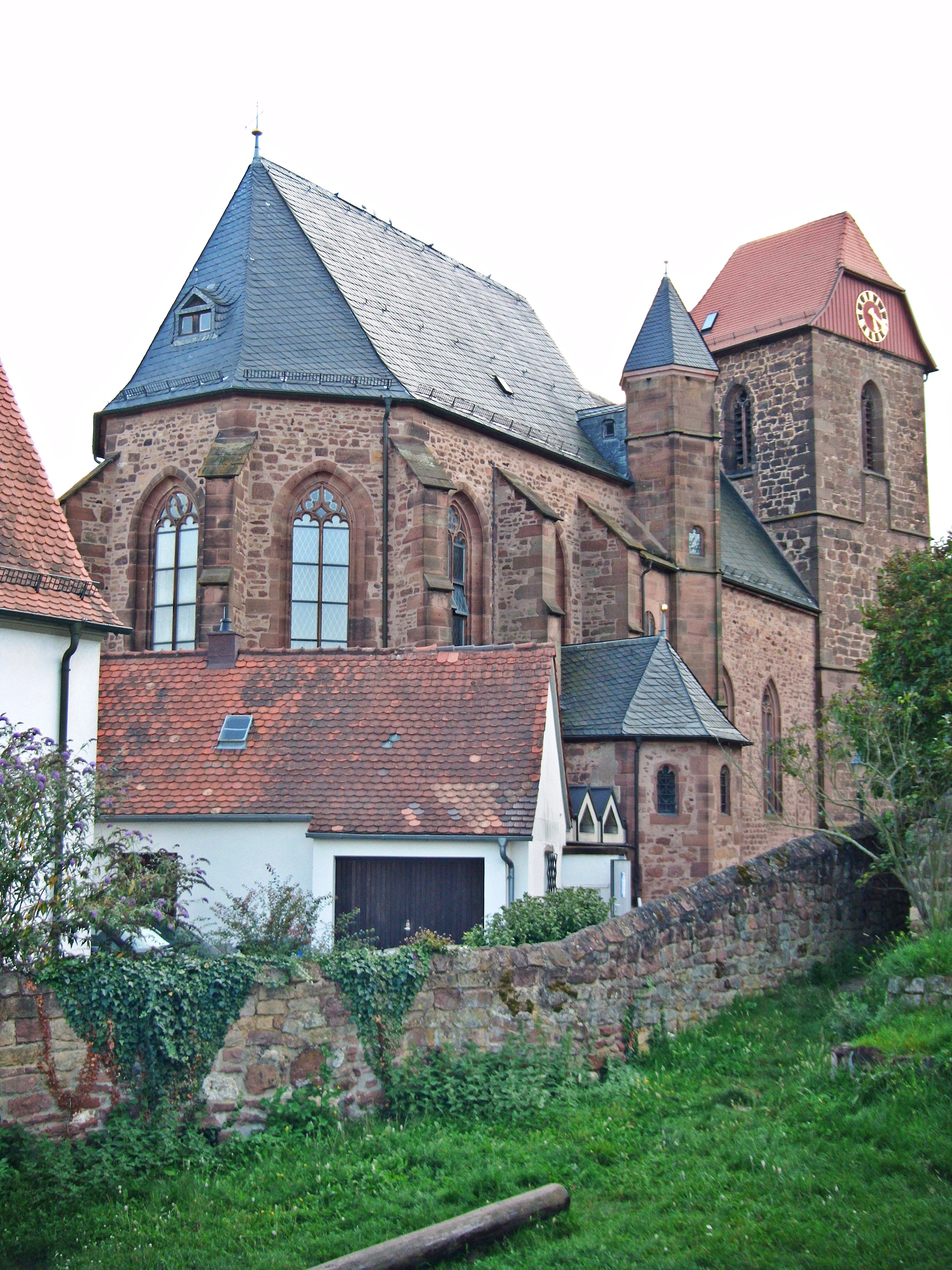
Pfarrkirche St. Nikolaus
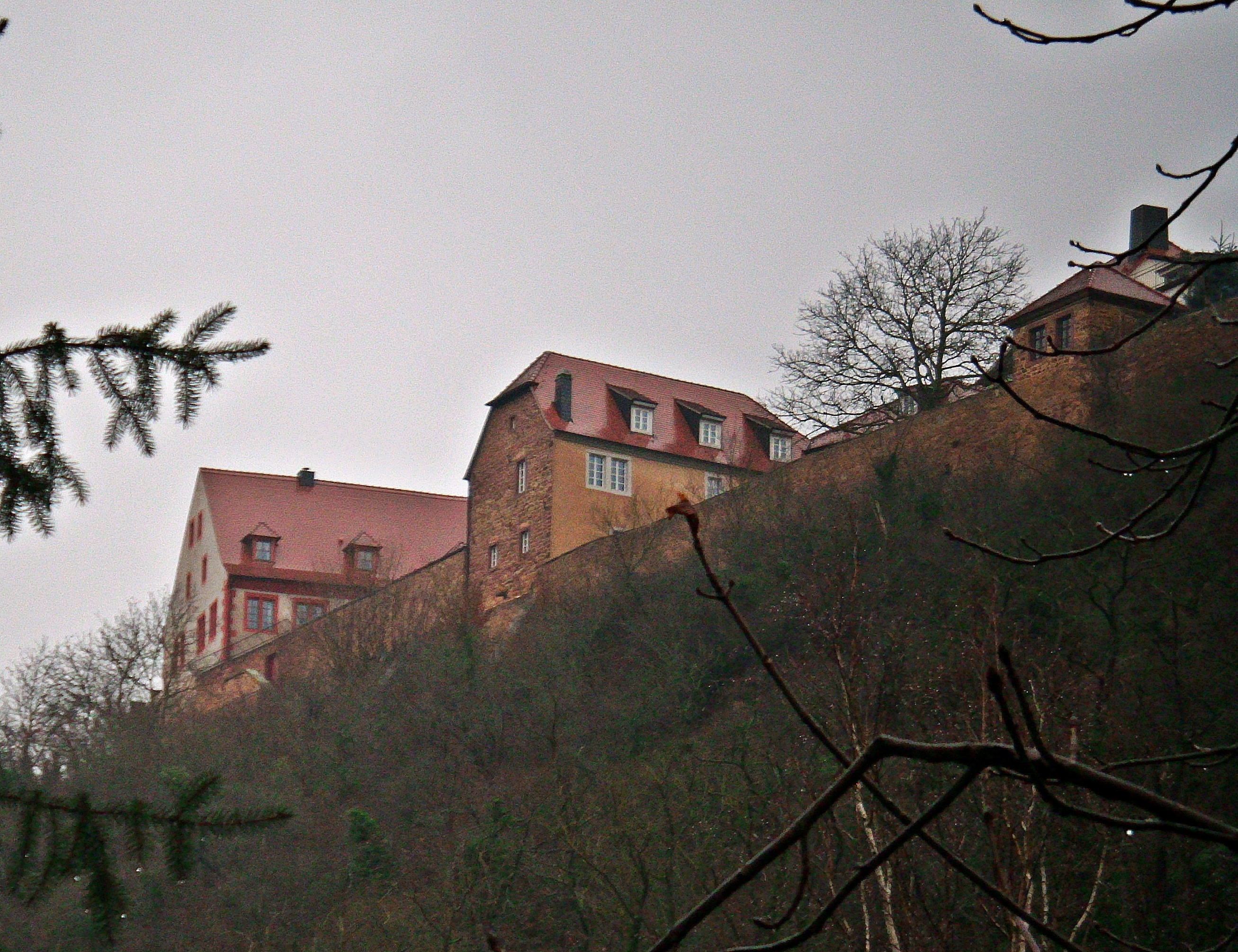
Bischöfliche Amtskellerei

Im Südwesten des Dorfes (Untergasse 40/42), direkt an der Stadtmauer, liegt die ehemalige Amtskellerei des Hochstifts Worms, bestehend aus Amtshaus (Renaissancebau, datiert 1594) und Schaffnerhaus (Bruchsteinbau mit Krüppelwalmdach). Das Ensemble der Bischöflichen Amtskellerei Neuleiningen ist von der Talstraße aus weithin sichtbar.
Das Rathaus in der Mittelgasse gehörte ebenso wie die angegliederte Kirche im 14./15. Jahrhundert zum Karmeliterkloster Zum Heiligen Kreuz, das in der Reformation aufgehoben wurde. 1902 erwarb die Gemeinde den Komplex und baute ihn so um, wie er sich in der Gegenwart darstellt. Seit 1957 ist die Kirche, die von 1555 bis 1582 lutherisch war, wieder in evangelischem Eigentum.
Die auf einer Säule stehende Löwenskulptur am Marktbrunnen in der Mittelgasse stammt aus dem Jahre 1782. Sie trug früher die sogenannte Fasseiche (ein amtliches Eichgefäß für Weinfässer) und heute das Wappen der Fürstbischöfe von Worms.
Unterhalb des Marktbrunnens ist in der Untergasse der Spülbrunnen erhalten. Er fing das in den Marktbrunnen ausgegossene Brauchwasser, das sich noch zum Spülen von Weinfässern eignete, in einem Becken auf.
Koordinaten: 49° 32′ 31,6″ N, 8° 8′ 23,5″ O